# Hepneriana alfa
Hepneriana alfa är en insektsart som först beskrevs av Irena Dworakowska 1981.  Hepneriana alfa ingår i släktet Hepneriana och familjen dvärgstritar. Inga underarter finns listade i Catalogue of Life.